# Юссуф Салех
Юссу́ф Сале́х (англ. Yussuf Saleh; 22 марта 1984, Сольна, Швеция) — эфиопский футболист, полузащитник шведского клуба «Васалундс». Выступал в сборной Эфиопии.

## Карьера

### Клубная
Юссуф Салех в начале своей карьеры играл в нескольких клубах из низших лиг Швеции. В 2004 году впервые стал игроком АИКа, однако закрепиться в команде полузащитнику не удалось. Вторично пришёл в АИК в 2008 году; дебютировал в команде 10 августа 2008 года в матче против «Эльфсборга»
.
Всего в течение 2008—2009 годов Салех провёл за АИК 14 матчей. В сезоне полузащитник в составе команды стал чемпионом и обладателем кубка Швеции.
2010 и 2011 год Юссуф Салех играл на правах аренды в клубе «Сюрианска», с которым сумел пробиться в лигу Аллсвенскан. В 2012 году полузащитник окончательно перешёл в клуб из города Сёдертелье.
В феврале 2013 года подписал контракт с казахстанским «Тоболом». В дебютной игре, забив гол, помог команде одержать разгромную победу над «Астаной»
.
Этот гол остался для полузащитника единственным за костанайскую команду, в 2014 году футболист вернулся в Швецию.

### В сборной
Юссуф Салех выступает за сборную Эфиопии с 2012 года. В 2013 году попал в заявку сборной для участия в Кубке африканских наций.

## Достижения
- Чемпион Швеции (1): 2009
- Обладатель кубка Швеции (1): 2009

## Статистика выступлений за сборную
| Год   | Игры | Голы |
| ----- | ---- | ---- |
| 2012  | 4    | 0    |
| 2013  | 5    | 1    |
| 2014  | 5    | 1    |
| Всего | 14   | 2    |